# Рава (Бергамо)
Рава је насеље у Италији у округу Бергамо, региону Ломбардија.
Према процени из 2011. у насељу је живело 112 становника. Насеље се налази на надморској висини од 834 м.